# Aus England
Aus England ist ein Sammelband von Reportagen von Theodor Fontane (1819–1898), der 1860 erstmals veröffentlicht wurde.

## Inhalt
Aus England umfasst Reportagen aus England, die Fontane in den 1850er Jahren für verschiedene deutsche Zeitungen schrieb. Sie handeln von geschichtlichen, politischen und kulturellen Themen. Die Erstausgabe trug den Untertitel Studien und Briefe über Londoner Theater, Kunst und Presse. Die Texte enthalten zahlreiche statistische Angaben und Angaben zu Personen.

## Hintergrund
Fontane besuchte England erstmals 1844. Sein Aufenthalt galt vor allem London und fand während eines 14-tägigen Urlaubs von seiner Militärausbildung statt. Im Sommer 1852 reiste er zum zweiten Mal nach London, diesmal als Journalist. Jetzt blieb er fast ein halbes Jahr. Seine Erfahrungen schrieb er in dem Buch Ein Sommer in London nieder, das 1854 erschien. Einerseits faszinierten ihn das Großstadtleben, die historischen Bauwerke und die Idylle der Londoner Umgebung, andererseits mokierte er sich über britische Skurrilitäten und kritisierte in der für ihn typischen Mischung aus objektiver Information und subjektivem Kommentar den kleinkrämerischen Merkantilismus und versnobten Adel.
Von 1855 bis 1859 lebte Fontane als Auslandskorrespondent für die Centralstelle für Preßangelegenheiten in London. Sein dortiger Aufenthalt sollte die britische Presse im Sinne Preußens beeinflussen. Das Vereinigte Königreich war bis 1856 in den Krimkrieg verwickelt und versuchte, Preußen auf seine Seite zu ziehen. Preußen aber wollte seine Neutralität wahren. Fontanes ursprüngliche Begeisterung für England ließ während der Zeit seines Aufenthalts nach. 1858 unternahm er als 40-Jähriger eine mehrwöchige Reise nach Schottland, über die er das Buch Jenseit des Tweed schrieb. Nachdem Fontane 1859 England verlassen hatte, kehrte er nie wieder in das Vereinigte Königreich zurück.
Im selben Jahr begann Fontane die Wanderungen durch die Mark Brandenburg zu verfassen, ebenfalls Reisebeschreibungen mit historischem Schwerpunkt. Im Folgejahr erschienen Aus England und Jenseit des Tweed in Deutschland. Aus England war zuerst 1858 abschnittsweise in der Zeit publiziert und später in zwei Broschüren veröffentlicht worden, bevor es als Buch im Ebner & Seubert-Verlag herauskam.

## Editionen

### Erstausgabe
- Aus England. Studien und Briefe über Londoner Theater, Kunst und Presse. Ebner & Seubert, Stuttgart 1860

### Weitere Ausgaben mit Reportagen ausEngland
- Aus England und Schottland. F. Fontane & Co., Berlin 1900
- Aus England und Schottland. Sämtliche Werke XVII. Nymphenburger Verlagshandlung, München 1971
- Wanderungen durch England und Schottland. Zwei Bände. Verlag der Nation, Berlin 1980, ISBN 9783373004745 (3. Auflage)
- Glückliche Fahrt – Impressionen aus England und Schottland. Aufbau, Berlin 2003, ISBN 9783746652481

An der Göttinger Theodor Fontane-Arbeitsstelle wird eine kommentierte Neuausgabe vorbereitet, die alle Texte in ihrer historischen Gestalt erstmals wieder in einem Band präsentiert.